# Vallsjön, Jämtland
Vallsjön är en sjö i Bräcke kommun i Jämtland och ingår i Ljungans huvudavrinningsområde. Sjön är 15,4 meter djup, har en yta på 1,63 kvadratkilometer och befinner sig 317 meter över havet. Sjön avvattnas av vattendraget Vallsbäcken.

## Delavrinningsområde
Vallsjön ingår i det delavrinningsområde (697735-151358) som SMHI kallar för Utloppet av Vallsjön. Medelhöjden är 344 meter över havet och ytan är 7,35 kvadratkilometer. Det finns inga avrinningsområden uppströms utan avrinningsområdet är högsta punkten. Vallsbäcken som avvattnar avrinningsområdet har biflödesordning 5, vilket innebär att vattnet flödar genom totalt 5 vattendrag innan det når havet efter 160 kilometer. Avrinningsområdet består mestadels av skog (73 procent). Avrinningsområdet har 1,63 kvadratkilometer vattenytor vilket ger det en sjöprocent på 22,1 procent.